# Aspromonte
Aspromonte – masyw górski w południowych Włoszech w prowincji Reggio Calabria. Leży blisko Cieśniny Mesyńskiej. Najwyższy szczyt masywu to Montalto (1956 m). Masyw jest częścią Parku Narodowego Aspromonte.
Mieści się tu między innymi ośrodek narciarski Gambarie (1311 m) i Sanktuarium Matki Bożej (wł. Santuario della Madonna di Polsi) w gminie San Luca. Część ludności zamieszkującej te tereny zachowało grecką kulturę i język (tzw. język griko).
Giuseppe Garibaldi wylądował tu wraz z trzema tysiącami ochotników rozpoczynając marsz na Rzym, został tu pokonany 29 sierpnia 1862 w bitwie pod Aspromonte.